# Stormningen av Braunsberg
Stormningen av Braunsberg var en svensk stormning av staden Braunsberg under kriget med Polsk-Litauiska samväldet den 30 juni 1626, vilken hade till följd att staden erövrades.

## Bakgrund
Efter fälttåget i Livland 1625–1626 begav sig Gustav II Adolf kort till Sverige, men avseglade 15 juni samma år med en armé till Preussen. Han anlände vid Pillau den 26 juni och kunde utan strid få fast fot i området då Georg Vilhelm, hertigen av Preussen, var hans svåger. Därefter seglade kungen söderut till Braunsberg, vilken inte var del av Hertigdömet Preussen. Staden hade dagen innan svenskarnas ankomst mottagit en avdelning bestående av både infanteri och kavalleri, ett par kompaniers storlek.

## Stormningen
Efter att de svenska soldaterna landstigit marscherade de genast mot Braunsberg, där en eldstrid utbröt. Braunsbergs besättning tvingades retirera och satte förstaden i brand. Svenskarna bröt ner stadsportarna och stormade staden, som friköptes från att plundras med 50 000 svenska daler. Ryttare under befäl av Zackarias Pauli ryckte efter den flyende styrkan  och dödade större delen av den.